# Caloptilia rjabovi
Caloptilia rjabovi là một loài bướm đêm thuộc họ Gracillariidae. Nó được tìm thấy ở Azerbaijan.